# Jean Garleita
Jean Garleita est un sculpteur français, né en 1957 à Paris.

## Biographie
Issu d’une formation de modelage et de dessin à l'école de la place des Vosges à Paris, Jean Garleita obtient, en 1983, une bourse d’étude sculpture accordée par le ministère de la Culture et la SEMA. Il part en formation chez les sculpteurs René Coutelle et Michel Pigeon. 
On lui décerne en 1981 le 1er prix de modelage de la Ville de Levallois-Perret, en 1983 le prix Maestro d'Arte au symposium de sculpture  « Hommage a Juliette » à Vérone en Italie, en 1996 le prix du public de la Biennale d'art contemporain des pays francophones, en 1993 le prix du scénario du Festival du film d’art de l'UNESCO. Il devient lauréat, en 1998, du grand prix des métiers d'art de la Ville de Paris. 
Trégastel, en Côtes-d'Armor, lui commande une sculpture monumentale animalière en granite. Il sculpte une Tortue géante en granite rose pour la ville d'Évreux, une fontaine en granit pour Lyon et de nombreuses autres commandes et acquisitions pour la Ville de Paris ains qu'en Italie et aux États-Unis. 
Il participe à de nombreuses expositions collectives, à Vérone (Italie), à Paris, Grenoble, dans le Finistère, à Melun, aux États-Unis[réf. nécessaire].
L'univers créé par Jean Garleita s'inspire du monde organique, végétal et humain. Il s'exprime au travers des matières minérales dans toutes leurs diversités et richesses, granite, marbre et pierre sont sculptés dans la tradition d'une filiation ancestrale, celle d'un savoir-faire acquis par l'étude des anciens sans négliger l'apport de nouvelles technologies. Entre créations personnelles et travaux de restaurations sur les monuments historiques, depuis 25 ans il concilie ces deux activités.

## Restauration
Jean Garleita effectue de nombreuses restaurations, dont, en 2007, celle de l'hôtel de la Marine, place de la Concorde à Paris.